# Star Crossed - Amor em Jogo
Star Crossed - Amor em Jogo é um filme português de 2009, do género drama romântico, realizado por Mark Heller. Com Kyle Redmond-Jones, Teresa Tavares, Luke Mably, Diogo Morgado e António Fonseca nos principais papéis. O enredo do filme é uma adaptação livre da obra Romeu e Julieta, de William Shakespeare.

## Sinopse
A rivalidade de duas promissoras equipas portuguesas de futebol estende-se para lá do campo. Paul Collins, um futebolista do Castelo, vai infiltrado a uma festa do clube rival, o Invicta, e aí conhece a filha do presidente desse clube, Inês Silva. Eles apaixonam-se à primeira vista, porém é um amor proibido visto que família de Inês jamais aceitaria essa relação.

## Elenco
- Kyle Redmond-Jones… Paul Collins
- Teresa Tavares… Inês Silva
- Luke Mably… Alex Pierce
- Diogo Morgado… Hugo Pereira, primo de Inês
- António Fonseca… José Carlos Silva, o pai de Inês
- Conceição Mendes… Carla, a avó de Inês
- Isabel Medina… Gabriela Silva, a mãe de Inês
- Neil Fluellen… Philip Andrews
- Wayne Duvall… Dr. Lawrence
- Ricardo Soares… Miguel Moutinho
- Virgílio Castelo… Pedro Escalus
- Júlio Lima… Jorge Ferreira
- Adriano Carvalho… António Vieira
- Eloy Monteiro… Gilberto Lemos
- Carolina Torres… Leonor